# Ricinoides feae
Ricinoides feae — вид павукоподібних ряду Рицінулеї (Ricinulei). Вид зустрічається у тропічних лісах Гвінеї та Гвінеї-Бісау.